# IBSA-Weltmeisterschaften 2003
Die 2. IBSA-Weltmeisterschaften (engl.: IBSA World Games oder IBSA World Championships and Games) der International Blind Sports Federation (Internationaler Blindensportverband), fanden vom 5. bis 10. August 2003 in der Stadt Québec (Kanada) statt. Die ausgetragenen Sportarten waren gegenüber den 1. IBSA-Weltmeisterschaften 1998 deutlich erweitert worden. Die Wettkämpfe umfassten nun Gewichtheben, Goalball, Judo, Leichtathletik, Schwimmen und Tandemrennen.
Durch den großen Erfolg wurden die IBSA-Weltmeisterschaften den Paralympics ebenbürtig.